# Dolinka Iwanowska

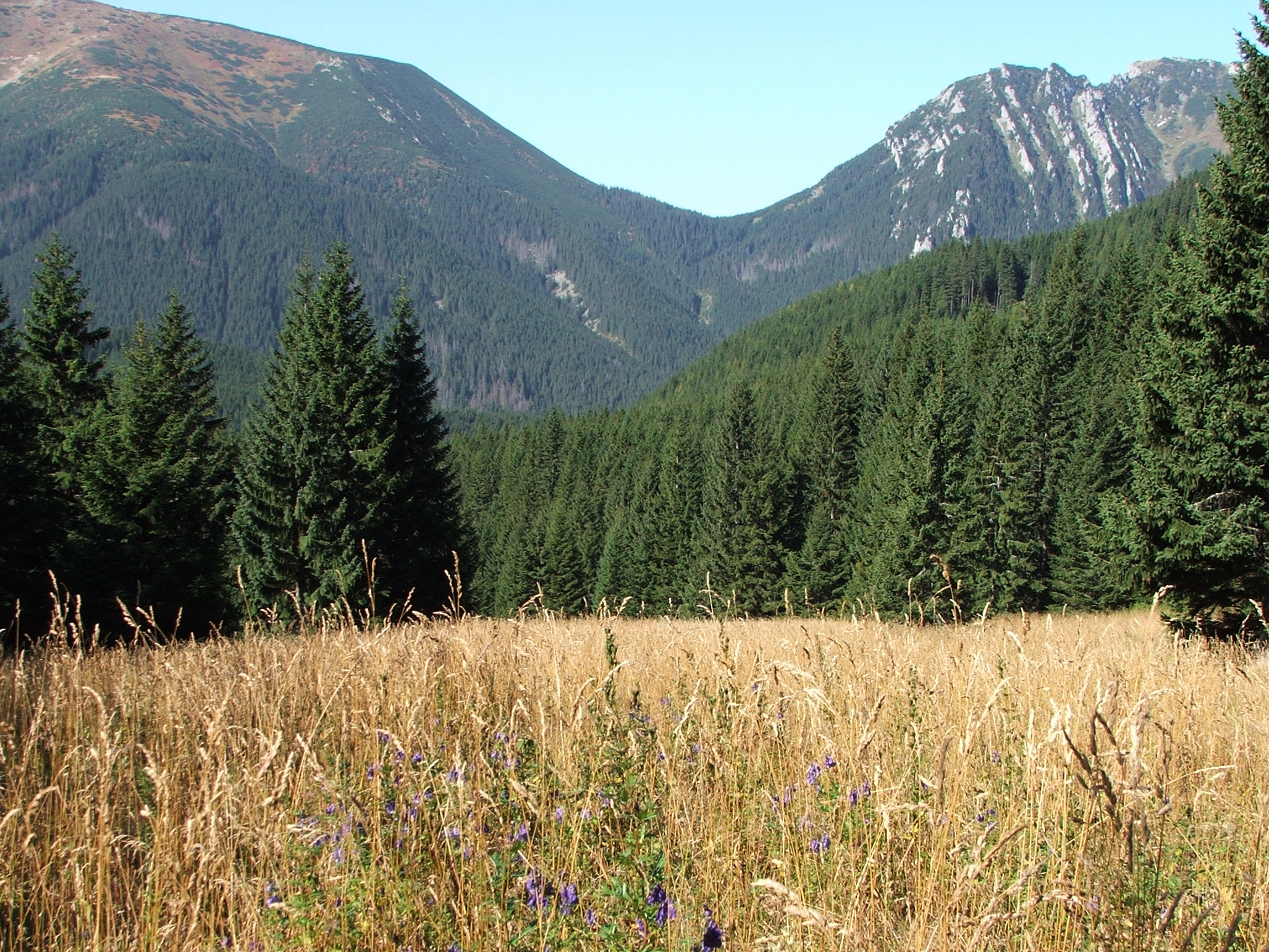
Blick auf den Bergpass Iwaniacka Przełęcz

Die eiszeitlich durch Gletscher geformte Dolinka Iwanowska ist ein Tal in der polnischen Westtatra in der Woiwodschaft Kleinpolen. Es befindet sich auf dem Gemeindegebiet von Kościelisko im Powiat Tatrzański.

## Geographie
Das Tal ist ein Seitental des Haupttals Dolina Kościeliska und ist von bis zu 1867 Meter hohen Bergen umgeben, u. a. dem Ornak. Die Felswände im Tal sind aus Kalkstein.
Das Tal fällt von Westen nach Osten von ungefähr 1867 Höhenmetern herab. Durch das Tal fließt der Gebirgsbach Iwanowski Potok. Die Gewässer des Tals fließen teilweise unterirdisch.

## Etymologie
Der Name lässt sich übersetzen als „Tal des Iwan“. Teilweise wird auch der Name Dolina Czarna, also Schwarzes Tal verwendet.

## Flora und Fauna
Das Tal liegt oberhalb und unterhalb der Baumgrenze und wird im oberen Bereich von Bergkiefern und im unteren Bereich von Nadelwald bewachsen. Das Tal ist Rückzugsgebiet für zahlreiche Säugetiere und Vogelarten.

## Klima
Im Tal herrscht Hochgebirgsklima.

## Almwirtschaft
Vor der Errichtung des Tatra-Nationalparks im Jahr 1954 wurde das Tal für die Almwirtschaft genutzt. Danach wurden die Eigentümer der Almen enteignet bzw. zum Verkauf gezwungen.

## Tourismus
Durch das Tal führt ein Wanderweg. 
- ▬ Ein gelb markierter Wanderweg vom Tal über den Bergpass Iwaniacka Przełęcz in das Tal Dolina Chochołowska